# Seznam odrůd malin a ostružin
Seznam odrůd malin a ostružin je ovocnářský seznam shrnující pěstované kultivary maliníku a ostružiníku.
Maliny
- Ada (maliník) – remontuje
- Apricot (maliník) – remontuje
- Autumn bliss
- Canby (maliník)
- Fertödi zamatosh
- Gatineau (maliník)
- Glen Ample
- Glen Shee
- Golden bliss – žluté plody
- Granát (maliník)
- Heritage (maliník)
- Himbo Top (maliník)
- Jewel (maliník)
- Joan Squire (maliník)
- Ljulin (maliník)
- Lloyd George (maliník)
- Mája (maliník)
- Medea (maliník) – remontuje
- Polana (maliník)
- Poranna Rosa – žluté plody
- Rafzmach (maliník)
- Rubín (maliník)
- Tulameen (maliník)
- Veten (maliník)
- Zeva II (maliník)

Ostružiny
- Arapaho (ostružiník)
- Black satin (ostružiník)
- Black Jewel (ostružiník) (Bristol)
- Buckingham Tayberry (ostružiník)
- Čačanská beztrnná
- Helen (ostružiník)
- Navaho (ostružiník)
- Theodor Reimers
- Thornfree
- Wilsonův raný